# Röhrenbach (Niederösterreich)
Röhrenbach ist eine Gemeinde mit 482 Einwohnern (Stand 1. Jänner 2025) im Bezirk Horn in Niederösterreich.

## Geografie
Das Zeilendorf Röhrenbach liegt am westlichen Rand des Horner Beckens im Waldviertel in Niederösterreich. Die Fläche der Gemeinde umfasst 25,11 km². 16,74 % der Fläche sind bewaldet.

### Gemeindegliederung
Das Gemeindegebiet umfasst folgende acht Ortschaften (in Klammern Einwohnerzahl Stand 1. Jänner 2025):
- Feinfeld (83)
- Germanns (18)
- Gobelsdorf (30)
- Greillenstein (8)
- Neubau (40)
- Röhrenbach (150) samt Eich Maria
- Tautendorf (40)
- Winkl (113)

Die Gemeinde besteht aus den Katastralgemeinden Feinfeld, Germanns, Gobelsdorf, Greillenstein, Neubau, Röhrenbach, Tautendorf bei Röhrenbach und Winkl.
Germanns hat die Postleitzahl 3593. Der Hauptort Röhrenbach und alle anderen Ortsteile haben die Postleitzahl 3592.
Die Gemeinde ist Mitglied der Kleinregion Kamp-Taffatal.

### Nachbargemeinden
| Göpfritz an der Wild | Brunn an der Wild                           |                          |
| Allentsteig          | Kompassrose, die auf Nachbargemeinden zeigt | St. Bernhard-Frauenhofen |
|                      | Pölla                                       | Altenburg                |

## Geschichte
Im Gemeindegebiet wurden jungsteinzeitliche Funde gemacht. Die Katastralgemeinde Feinfeld wurde um 1180 erstmals urkundlich erwähnt und war ab 1414 im Besitz der Kuefsteiner. Die erste urkundliche Erwähnung von Germanns datiert auf 1139, jene von Neubau auf 1285. Seit dem 14. Jahrhundert ist die Geschichte des Ortes eng mit der Entwicklung der ursprünglichen Wehrburg des Geschlechts der Greillen verbunden, die über die Dachpeck und Grabner zu Rosenburg 1534 in den Besitz von Freiherr Johann Lorenz von Kuefstein und die im letzten Drittel des 16. Jahrhunderts als Schloss Greillenstein im Stil der Renaissance neu erbaut wurde.

### Bevölkerungsentwicklung
Die Einwohnerzahl nimmt seit vielen Jahrzehnten ab, obwohl in den letzten Jahren die Abwanderung gestoppt werden konnte.
| Röhrenbach: Einwohnerzahlen von 1869 bis 2025       | Röhrenbach: Einwohnerzahlen von 1869 bis 2025 | Röhrenbach: Einwohnerzahlen von 1869 bis 2025 | Röhrenbach: Einwohnerzahlen von 1869 bis 2025 | Röhrenbach: Einwohnerzahlen von 1869 bis 2025 |
| --------------------------------------------------- | --------------------------------------------- | --------------------------------------------- | --------------------------------------------- | --------------------------------------------- |
| Jahr                                                |                                               |                                               |                                               | Einwohner                                     |
| 1869                                                | 1869                                          |                                               | 1.068                                         | 1.068                                         |
| 1880                                                | 1880                                          |                                               | 1.106                                         | 1.106                                         |
| 1890                                                | 1890                                          |                                               | 1.051                                         | 1.051                                         |
| 1900                                                | 1900                                          |                                               | 1.101                                         | 1.101                                         |
| 1910                                                | 1910                                          |                                               | 1.053                                         | 1.053                                         |
| 1923                                                | 1923                                          |                                               | 1.083                                         | 1.083                                         |
| 1934                                                | 1934                                          |                                               | 1.090                                         | 1.090                                         |
| 1939                                                | 1939                                          |                                               | 1.076                                         | 1.076                                         |
| 1951                                                | 1951                                          |                                               | 913                                           | 913                                           |
| 1961                                                | 1961                                          |                                               | 865                                           | 865                                           |
| 1971                                                | 1971                                          |                                               | 774                                           | 774                                           |
| 1981                                                | 1981                                          |                                               | 681                                           | 681                                           |
| 1991                                                | 1991                                          |                                               | 602                                           | 602                                           |
| 2001                                                | 2001                                          |                                               | 582                                           | 582                                           |
| 2011                                                | 2011                                          |                                               | 572                                           | 572                                           |
| 2021                                                | 2021                                          |                                               | 493                                           | 493                                           |
| 2025                                                | 2025                                          |                                               | 482                                           | 482                                           |
| Quelle(n): Statistik Austria, Gebietsstand 1.1.2021 |                                               |                                               |                                               |                                               |

## Kultur und Sehenswürdigkeiten
- Schloss Greillenstein, erbaut von 1570 bis 1590, ist ein im Waldviertel einzigartiges Bauwerk der Renaissance. Vor der vierflügeligen Anlage liegt ein weitläufiger Landschaftsgarten. Das Schloss beherbergte berühmte österreichische Künstler, wie den Maler Anton Romako oder den Schriftsteller Franz Grillparzer. Das Schloss blieb von schwedischen, französischen, preußischen und russischen Truppen von der totalen Zerstörung verschont. Seit 1959 beherbergt es öffentlich zugängliche Dauerausstellungen.[3]
- Katholische Pfarrkirche Röhrenbach Maria Eich: Die Kirche ist im Kern romanisch und wurde in der Gotik und im Barock umgestaltet. In der Gräflich Kuefsteinschen Gruftkapelle befinden sich Fresken von Paul Troger.[4]
- Veste Feinfeld: Nordöstlich von Feinfeld gibt es eine im 16. Jahrhundert verödete Burgruine.

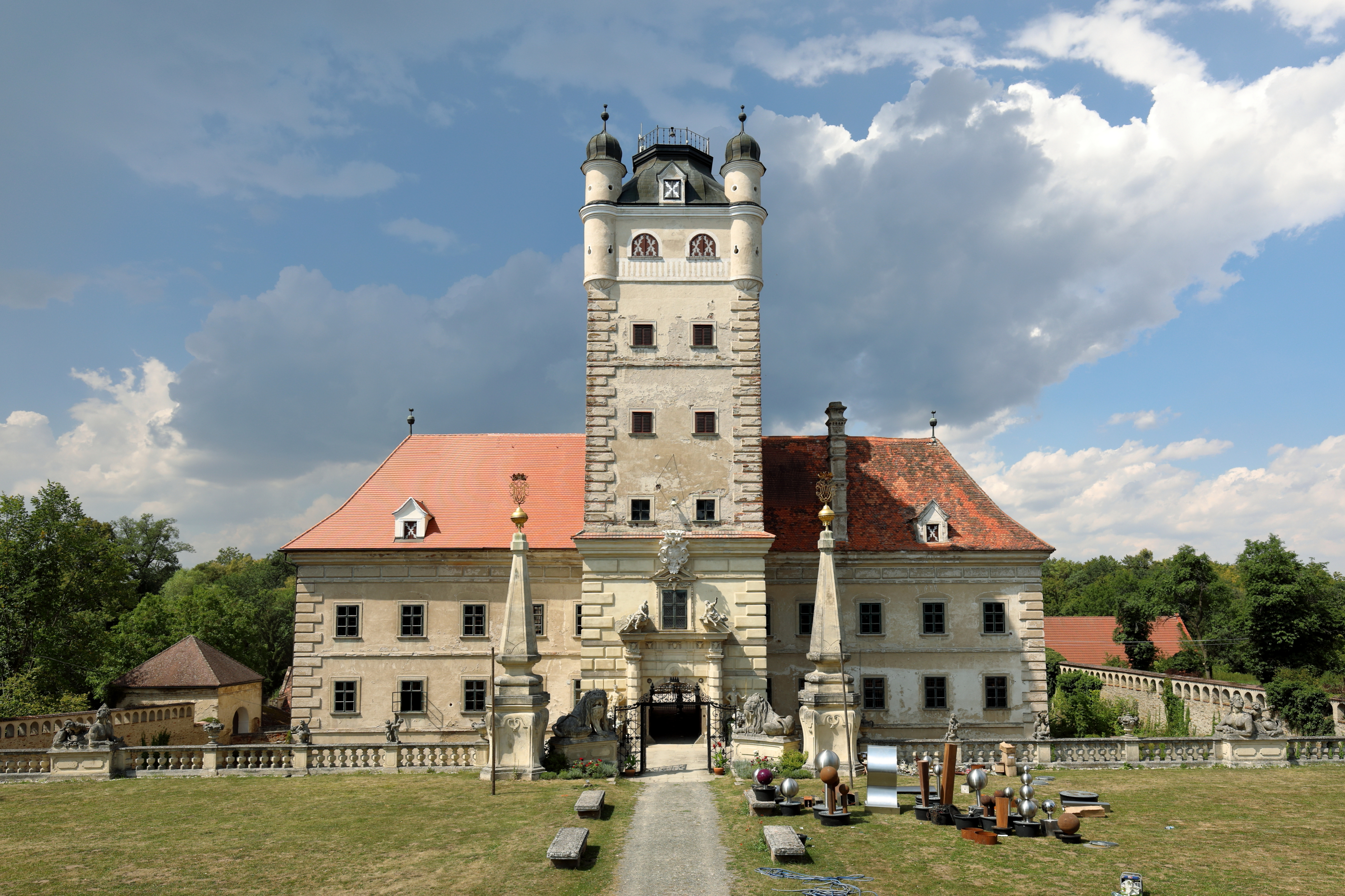
Schloss Greillenstein
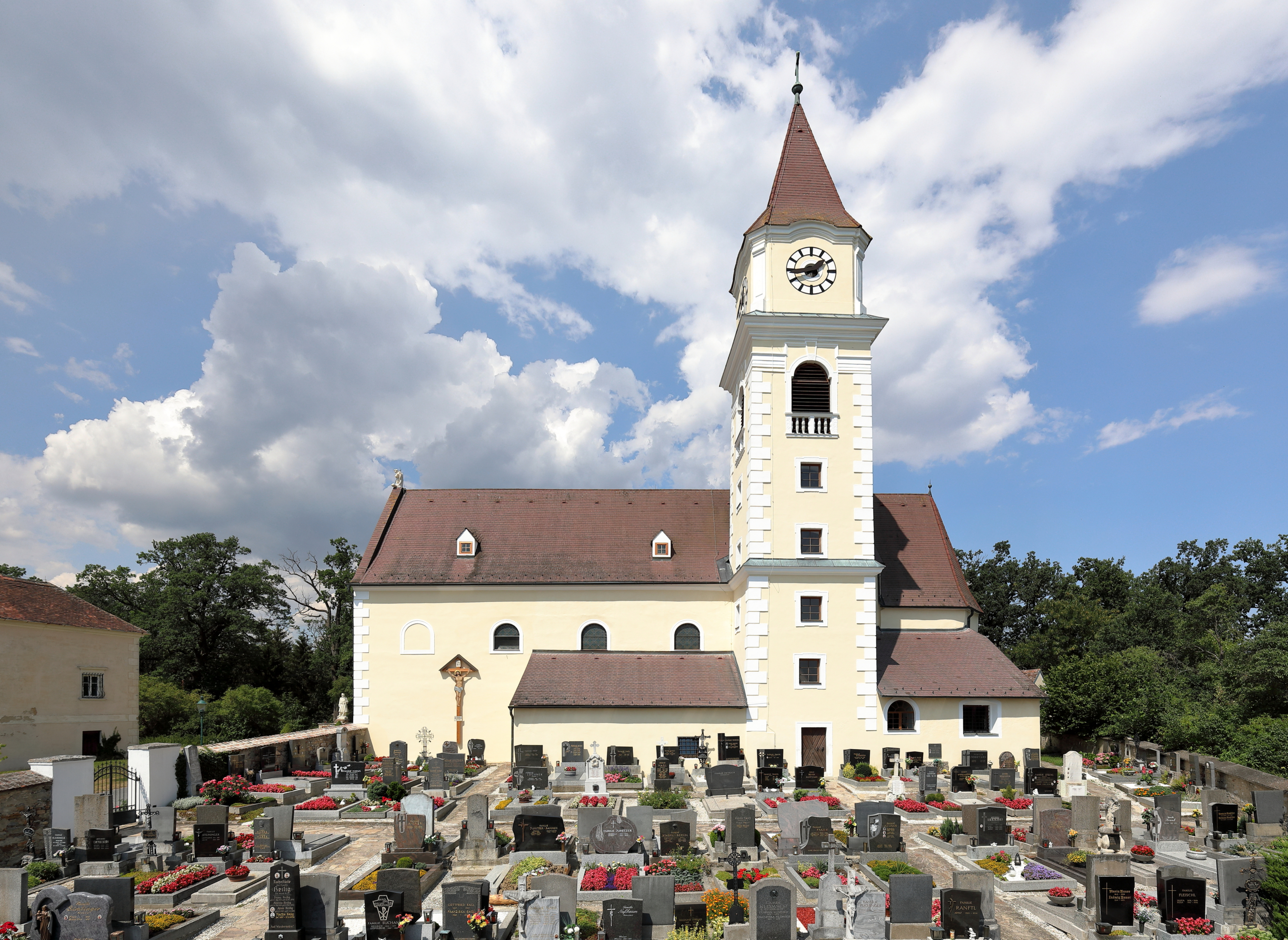
Pfarrkirche Röhrenbach
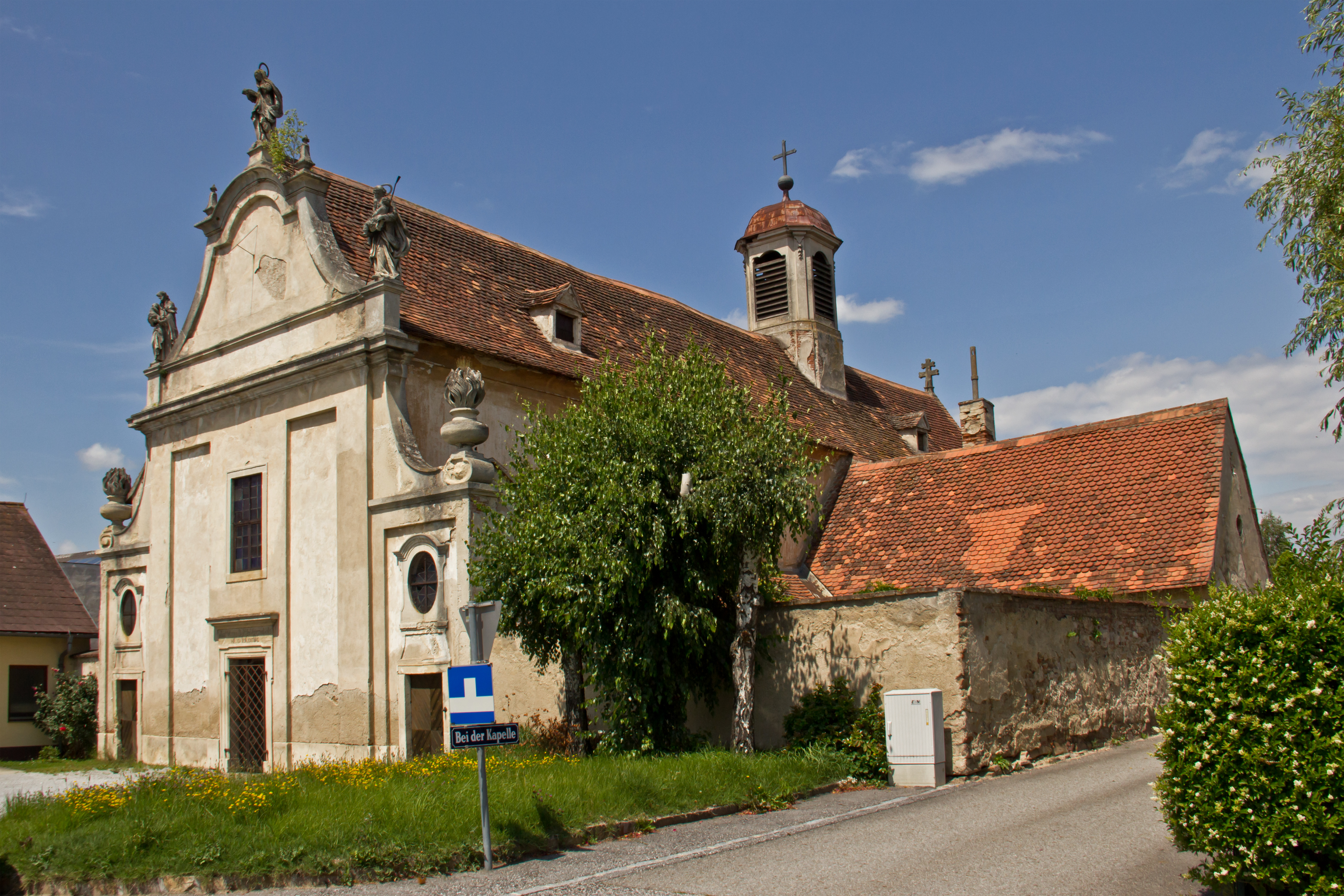
Kuefsteinische Gruftkapelle hl. Anna in Röhrenbach
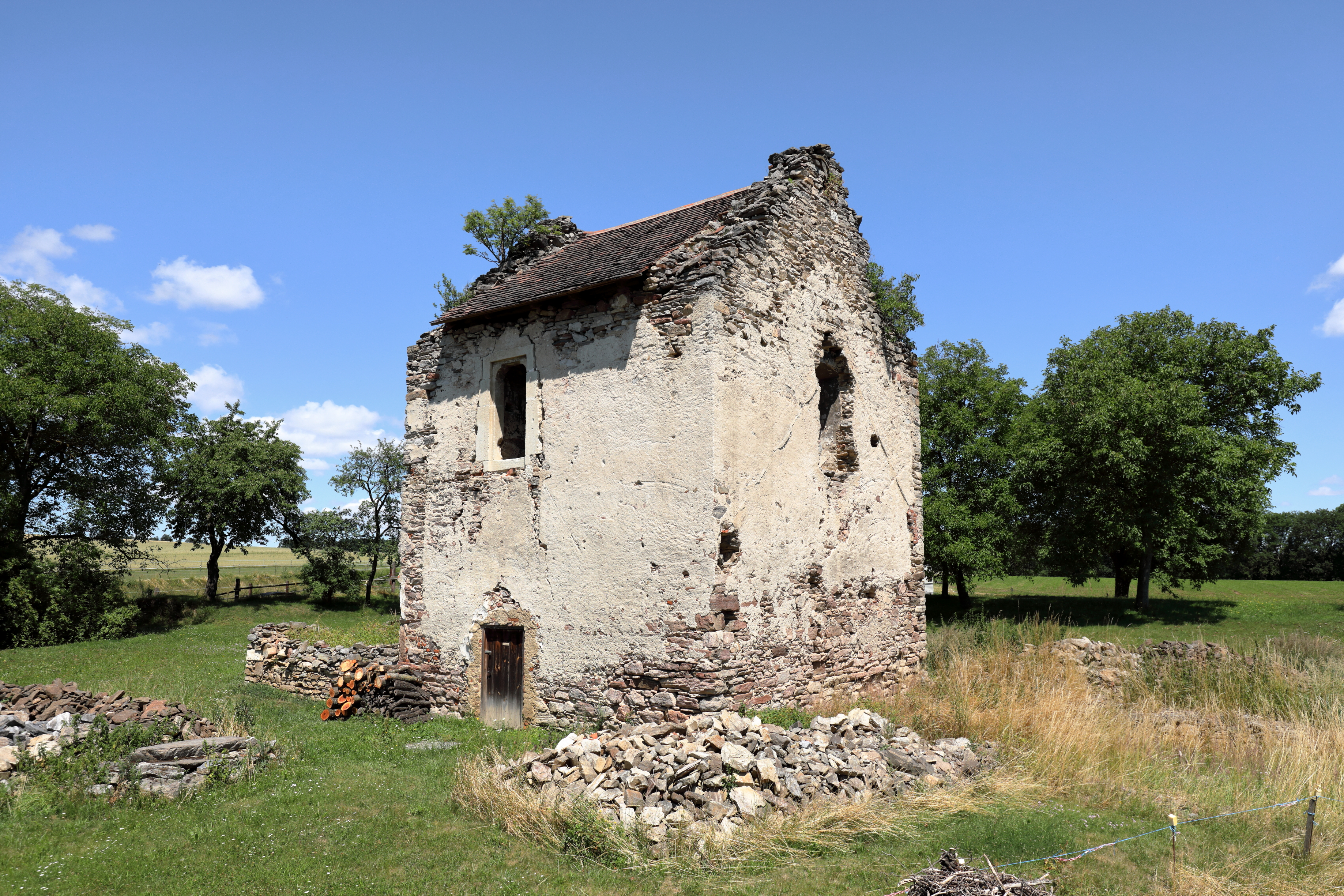
Veste Feinfeld

## Wirtschaft und Infrastruktur
Im Jahr 2010 gab es in der Gemeinde 68 land- und forstwirtschaftliche Betriebe, davon waren 32 Haupterwerbsbetriebe. Im Produktionssektor beschäftigten sechs Betriebe achtzehn Arbeitnehmer, vorwiegend bei der Herstellung von Waren. Der Dienstleistungssektor beschäftigte in 16 Betrieben 28 Menschen.

### Verkehr
- Straße: Röhrenbach ist durch eine Gemeindestraße an die Böhmerwald Straße (B38) angebunden.
- Bus: Das Linienbusunternehmen PostBus fährt in Röhrenbach und seinen Ortsteilen mehrere Haltestellen der Linie 1308 (Horn-Zwettl) an.
- Bahn: Der nächstgelegene Bahnhof der ÖBB ist Horn NÖ an der Kamptalbahn.
- Radweg: Der 115,6 Kilometer lange Kamptalradweg mit seinem Ausgangspunkt in Altenwörth und seinem Zielpunkt in Zwettl führt durch Röhrenbach.

### Bildung
In der Gemeinde gibt es einen Kindergarten und eine Volksschule.

## Politik

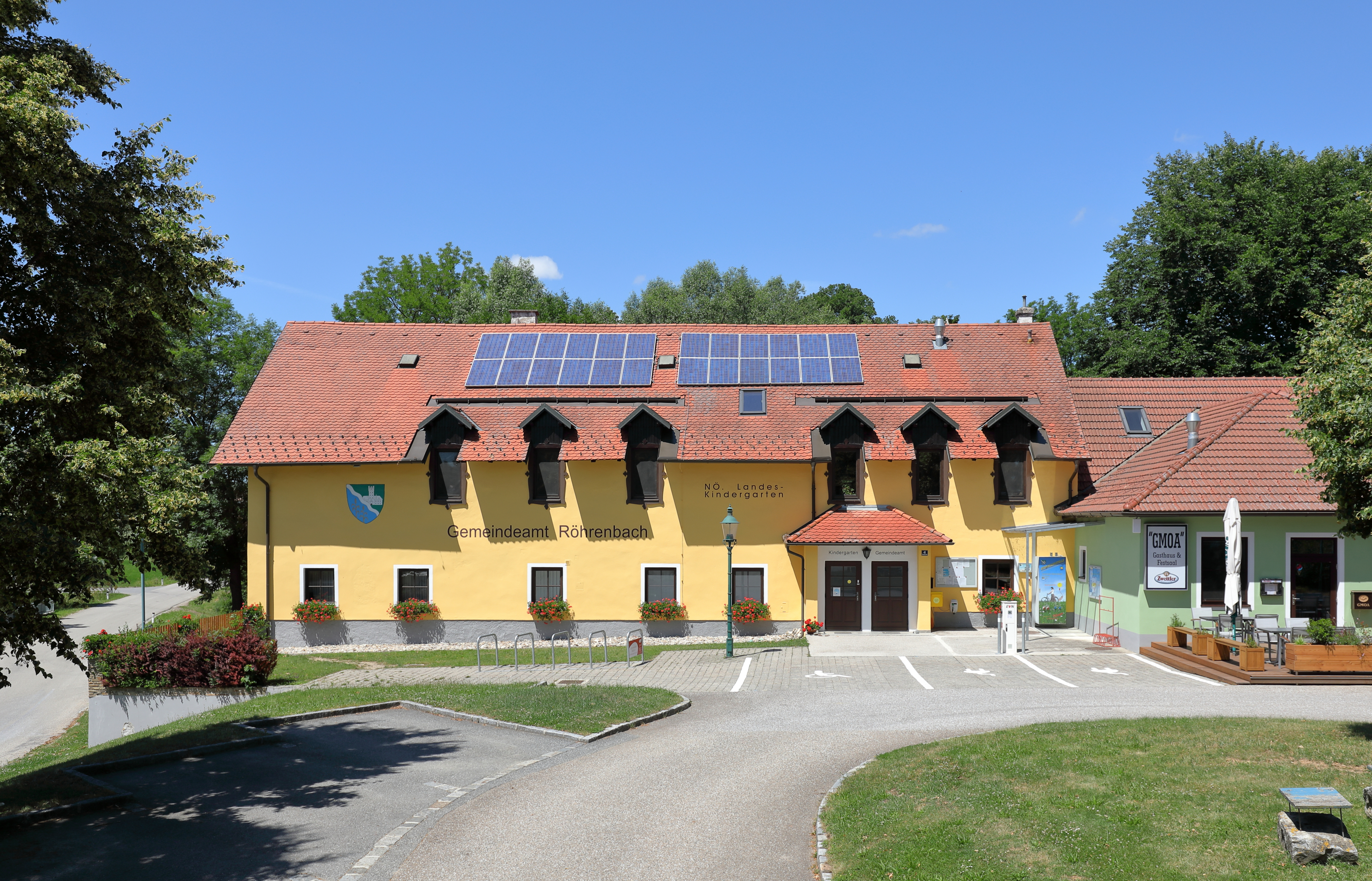
Gemeindeamt von Röhrenbach

### Gemeinderat
Der Gemeinderat hat 13 Mitglieder (Stand nach der Gemeinderatswahl 2025).
- Nach den Gemeinderatswahlen in Niederösterreich 1990 hatte der Gemeinderat folgende Verteilung: 15 ÖVP.
- Nach den Gemeinderatswahlen in Niederösterreich 1995 hatte der Gemeinderat folgende Verteilung: 13 ÖVP und 2 Bürgerliste.[9]
- Nach den Gemeinderatswahlen in Niederösterreich 2000 hatte der Gemeinderat folgende Verteilung: 15 ÖVP.[10]
- Nach den Gemeinderatswahlen in Niederösterreich 2005 hatte der Gemeinderat folgende Verteilung: 15 ÖVP.[11]
- Nach den Gemeinderatswahlen in Niederösterreich 2010 hatte der Gemeinderat folgende Verteilung: 15 ÖVP.[12]
- Nach den Gemeinderatswahlen in Niederösterreich 2015 hatte der Gemeinderat folgende Verteilung: 14 ÖVP und 1 SPÖ.[13]
- Nach den Gemeinderatswahlen in Niederösterreich 2020 hatte der Gemeinderat folgende Verteilung: 15 ÖVP.[14]
- Nach den Gemeinderatswahlen in Niederösterreich 2025 wurde die Mandatszahl des Gemeinderats auf 13 verringert und hat folgende Verteilung: 12 ÖVP und 1 FPÖ.[15]

### Bürgermeister
- bis 2005 Walter Krippel (ÖVP)
- 2005–2008 Josef Löfler (ÖVP)
- 2008–2025 Gernot Hainzl (ÖVP)
- seit 2025 Herbert Gallée (ÖVP)[16]

### Wappen
Mit Bescheid der Niederösterreichischen Landesregierung vom 11. März 1997 erhielt die Gemeinde Röhrenbach ein Gemeindewappen verliehen. Seine
Blasonierung: Durch einen silbernen Wellenbalken schrägrechts geteilt, unten in Blau zwei aus dem rechten unteren Schildrand wachsende goldene Rohrkolben mit je vier Blättern, oben in Grün ein aus der Schildteilung wachsendes, zweigeschossiges silbernes Renaissanceschloß mit schwarzen Fenstern, mächtigem, sechsgeschossigem, von einem Zwiebelglockendach mit Ecktürmchen bekröntem Torturm mit offenem Tor. Die Gemeindefarben sind Blau-Gelb-Grün.

## Persönlichkeiten

### Ehrenbürger der Gemeinde
- 2015: Johann Rotter (1915–2021)[18]
- 2018: Alfred Fraßl, ehemaliger Vizebürgermeister von Röhrenbach[19]

### Söhne und Töchter der Gemeinde
- Otto Klupp (1896–1963), Politiker der Sozialistischen Partei Österreichs (SPÖ)

### Personen mit Bezug zur Gemeinde
- Franz Grillparzer (1791–1872), österreichischer Schriftsteller, verbrachte Sommeraufenthalte auf Schloss Greillenstein.
- Johann Paul Hocher (1616–1683), österreichischer Jurist und Hofkanzler, ist in der Kuefsteinischen Familiengruft in Röhrenbach bestattet.
- Familie Kuefstein, ein österreichisches Adelsgeschlecht
- Leopold Mandl (1849–1925), Kaufmann und Redakteur, lebte in Röhrenbach.
- Anton Romako (1832–1889), österreichischer Kunstmaler, verbrachte Sommeraufenthalte auf Schloss Greillenstein.